# Barataria, Louisiana
Barataria, Louisiana (енгл. Barataria) насељено је место без административног статуса у америчкој савезној држави Луизијана.

## Демографија
По попису из 2010. године број становника је 1.109, што је 224 (-16,8%) становника мање него 2000. године.
| Група             | 2000.         | 2010.       |
| Белци             | 1.142 (85,7%) | 980 (88,4%) |
| Афроамериканци    | 148 (11,1%)   | 67 (6,0%)   |
| Азијати           | 0 (0,0%)      | 1 (0,1%)    |
| Хиспаноамериканци | 25 (1,9%)     | 24 (2,2%)   |
| Укупно            | 1.333         | 1.109       |